# Свети Йерней над Муто
Свети Йерней над Муто (на словенски: Sveti Jernej nad Muto) е село в Словения, Корошки регион, община Мута. Според Националната статистическа служба на Република Словения през 2015 г. селото има 123 жители.